# Left Behind (Los Simpson)
"Left Behind" (Rezagado en Hispanoamérica y Despedido en España) es el decimonoveno episodio de la vigesimonovena temporada de la serie de animación televisiva Los Simpson, y el episodio 637 de la serie general. Se emitió en los Estados Unidos en Fox el 6 de mayo de 2018.

## Argumento
Mientras la familia Simpsons comía chuletas de cerdo durante la noche de chuletas de cerdo, ocurre un eclipse solar. Marge, Lisa, Bart y Maggie salen a ver el eclipse solar, pero Homer se niega a salir de la mesa del comedor. Irritada con Homer por no ver el eclipse solar, Marge quiere que vaya a una cita nocturna al día siguiente.
Homer le consigue a Ned Flanders un trabajo en la planta, y pronto aprende que ninguna buena acción queda impune cuando Flandes comienza a insistir en compartir el viaje y exige más del rendimiento laboral de Homer. Mientras tanto, Marge siente que su matrimonio ha perdido su chispa.
Ned Flanders pronto fue despedido de la planta después de dar dinero de caridad al Sr. Burns. Pronto fue contratado por Springfield Harbor Cruises para ser instructor de baile, pero su uso de la Biblia como guía de baile lo ha llevado a ser despedido. Luego fue contratado por la revista Rolling Stone, pero pronto fue despedido por afeitar el cabello de todos los miembros de los Rolling Stones. Después, intentó vender biblias con su propio puesto de Biblia, pero se vio mermado por un puesto de Corán adyacente, por lo que no tuvo más remedio que quedarse sin trabajo.
Ned Flanders finalmente consiguió un trabajo en la Primaria Springfield como maestro sustituto, después de que Marge le sugirió ser como Jesús como maestro. Inicialmente, se sintió presionado por todos los estudiantes desobedientes, particularmente con Nelson dirigiendo todo el plan para arruinar el trabajo de Flanders. Renunció después de que Bart escupiera una bola de saliva en su bigote, quien fue presionado por Nelson.
Homer y Bart fueron a Moe's para hablar de la vida arruinada de Flanders; Homer le dice que Bart fue quien arruinó la vida de Flanders. Finalmente, a Bart se le ocurrió una idea. Él y Homero fueron a casa de Flanders a disculparse con su vecino. Bart y Flanders luego organizaron un plan para que los estudiantes fueran obedientes. Con unos pocos artilugios en el camino, él y Flanders fueron capaces de hacer a los estudiantes obedientes a éste explicando que era la voluntad de Dios.
Cerca del final, Flanders está feliz de haber disciplinado a los estudiantes. Puede ser un buen maestro. Los estudiantes estaban callados pero hablando consigo mismos.

## Recepción
Dennis Perkins de The A.V. Club dio a este episodio un D+, afirmando, "'Left Behind' es sobre todo y nada. Para ser más exactos, este episodio récord comienza con más de media docena de cosas, y luego nunca se paga una sola. "Una calidad de aceite en el agua sufre episodios como este, las líneas de la trama medio (en el mejor de los casos) realizadas son demasiado insustanciales como para registrarlas por momentos más allá de su conclusión a medias."
"Left Behind" anotó un 4 cuota de audiencia y fue visto por 2,15 millones de personas, lo que lo convierte en el programa de mayor audiencia de Fox de la noche.